# Carlo Montuori
Pour les articles homonymes, voir Montuori.
Carlo Montuori (né le 3 août 1885 à Casacalenda, dans la province de Campobasso, au Molise et mort le 4 mars 1968  à Rome) est un directeur de la photographie et réalisateur italien, considéré l'un des meilleurs des opérateurs italiens.

## Biographie
À l'actif de Carlo Montuori, un procédé de lumière artificielle, des images des plus folles divas, le fameux Ben Hur de 1925 et surtout Le Voleur de bicyclette en 1948, sur lequel il est assisté par son fils Mario Montuori (1920-), qui fera également une carrière de chef-opérateur.

## Filmographie partielle

### Comme directeur de la photographie
- 1929 : La Fille du désert (Miryam) d'Enrico Guazzoni
- 1930 : Nerone d'Alessandro Blasetti
- 1931 : Medico per forza de Carlo Campogalliani
- 1931 : Le Rappel de la terre (Terra Madre) d'Alessandro Blasetti
- 1931 : Resurrectio d'Alessandro Blasetti
- 1932 : La Table des pauvres (La Tavola dei poveri) d'Alessandro Blasetti
- 1934 : Temps maximum (Tempo massimo) de Mario Mattoli
- 1934 : L'impiegata di papà d'Alessandro Blasetti
- 1935 : Amo te sola de Mario Mattoli
- 1935 : Je donnerai un million (Darò un milione) de Mario Camerini
- 1938 : Nonna Felicita de Mario Mattoli
- 1938 : Fuochi d'artificio de Gennaro Righelli
- 1938 : L'ha fatto una signora de Mario Mattoli
- 1938 : L'amor mio non muore! de Giuseppe Amato
- 1940 : Tutto per la donna de Mario Soldati
- 1944 : Circo equestre Za-bum de Mario Mattoli
- 1945 : Il sole di Montecassino de Giuseppe Maria Scotese
- 1947 : Jeunesse perdue (Gioventù perduta) de Pietro Germi
- 1948 : Les Années difficiles (Anni difficili) de Luigi Zampa
- 1948 : Le Voleur de bicyclette de Vittorio De Sica
- 1949 : Children of Chance de Luigi Zampa
- 1949 : Le Tocsin (Campane a martello) de Luigi Zampa
- 1950 : La Porteuse de pain de Maurice Cloche
- 1952 : Amour et Jalousie (La fiammata), d'Alessandro Blasetti
- 1952 : Heureuse Époque (Altri tempi - Zibaldone n. 1) d'Alessandro Blasetti
- 1953 : Les Passionnés (Canzone appassionata) de Giorgio Simonelli
- 1954 : Au soir de la vie (Prima di sera) de Piero Tellini
- 1958 : L'Homme en culottes courtes (L'uomo dai calzoni corti) de Glauco Pellegrini